# Tanaka Ryohei
 (juillet 2011).
Si vous disposez d'ouvrages ou d'articles de référence ou si vous connaissez des sites web de qualité traitant du thème abordé ici, merci de compléter l'article en donnant les références utiles à sa vérifiabilité et en les liant à la section « Notes et références ».
Tanaka Ryohei (né en 1933 et mort en 2019) est un graveur japonais contemporain. 

## Biographie
Tanaka Ryohei a vu le jour en 1933 dans la ville qui allait devenir Takatsuki en 1943, dans la préfecture d'Osaka.
Il commença à étudier la gravure en eau-forte (etching) avec le professeur Furuno Yoshio en 1963. En 1964, il devient membre de l'association des graveurs de Kyoto. À partir de 1966, il commença à faire des expositions avec la "Japanese print association", dont il devient un membre titulaire en 1973. À partir de là, le succès vient progressivement. Il participa notamment à de nombreux salons d'arts à travers le monde entier. Plusieurs de ses œuvres sont exposés dans des musées comme le musée d'art de Boston ou le Metropolitan Museum of Art à New-York. 
Contrairement à beaucoup d'artistes de sa génération, il préféra se consacrer à la gravure à eau-forte qu'à l'estampe sur bois traditionnelle. Cependant les thèmes de ses œuvres n'ont pas bougé depuis plus de 40 ans. En effet, il fit rentrer le Japon traditionnel et campagnard avec ses maisons aux toits magnifiques dans l'art contemporain grâce à son trait. C'est aussi un amoureux de Kyoto et des belles pierres. Toutes ses œuvres viennent de lieu réel comme Hasui.